# Alfred Burt (General)
Alfred Burt, CMG, DSO (* 1875; † 1949) war ein britischer Offizier, zuletzt Brigadegeneral in der britischen Armee.
Während des Ersten Weltkrieges diente er in verschiedenen Kavallerieeinheiten und ab April 1918 führte er als General Officer Commanding (GOC) die 7. Kavallerie-Brigade.
Burt war von Juni 1919 bis zum Februar 1920 Chef der britischen, später alliierten Militärmission im Baltikum. Im Lettischen Unabhängigkeitskrieg half er bei der Aufstellung der lettischen Streitkräfte und beim Nachschub.